# Periandra heterophylla
Periandra heterophylla är en ärtväxtart som beskrevs av George Bentham. Periandra heterophylla ingår i släktet Periandra och familjen ärtväxter. IUCN kategoriserar arten globalt som livskraftig. Inga underarter finns listade i Catalogue of Life.